# Shigeo Fukuda
Shigeo Fukuda (Japans: 福田 繁雄, Fukuda Shigeo) (Tokio, 4 februari 1932 - aldaar, 11 januari 2009) was een Japanse kunstenaar die bekend werd door de door hem gecreëerde optische illusies. Daarnaast was hij grafisch ontwerper en maakte hij posters.
Zijn bekendste werk is mogelijk Lunch With a Helmet On uit 1987. Dit is een bouwsel van aan elkaar gesoldeerd bestek dat, wanneer het van bovenaf op de juiste manier belicht wordt de schaduw van een motorfiets geeft.
- Bibliothèque nationale de France: cb12464824j (data)
- CiNii: DA01448281
- Gemeinsame Normdatei: 119299135
- International Standard Name Identifier: 0000 0001 1493 9332
- Library of Congress Control Number: n83037784
- Nationale Bibliotheek van Letland: 000168241
- MusicBrainz: 8bda75bd-86f9-4819-bfd9-7a5b717bd1f3
- Bibliotheek van het Japanse parlement: 00013874
- Nationale Bibliotheek van Tsjechië: mzk2008448853
- Nationale Bibliotheek van Israël: 987007507961205171
- Nederlandse Thesaurus van Auteursnamen: 069509107
- RKD-Nederlands Instituut voor Kunstgeschiedenis: 280040
- SNAC: w68m1t0t
- Système universitaire de documentation: 133850803
- Trove: 1092228
- Union List of Artist Names: 500202745
- Virtual International Authority File: 79110011
- WorldCat: E39PBJjtcgTyhXCXRQqDb6FdwC